# Bellingen, Westerwald
Bellingen là một đô thị thuộc một ‘‘Verbandsgemeinde’’ - ở huyện Westerwald trong bang Rheinland-Pfalz, Đức. Đô thị Bellingen, Westerwald có diện tích 4,29 km².
Bellingen lies in a hollow về phía tây bắc của Westerburg. Từ năm 1972, đô thị này thuộc Verbandsgemeinde Westerburg, một dạng đô thị tập thể chỉ có ở bang Rheinland-Pfalz.